# بونگاتسارا
بونگاتسارا (به لاتین: Bongatsara) یک منطقهٔ مسکونی در ماداگاسکار است که در آنالامانگا واقع شده‌است. بونگاتسارا ۳۴٫۲۶ کیلومتر مربع مساحت و ۲۲٬۴۵۲ نفر جمعیت دارد و ۱٬۳۵۰ متر بالاتر از سطح دریا واقع شده‌است.